# Route nationale 64a
La route nationale 64a (RN 64a o N 64a) è stata una strada nazionale francese del dipartimento delle Ardenne che partiva da Flize e terminava ad Boulzicourt. Rappresentava un collegamento tra la N64 e la N51 che permetteva di passare da una statale all'altra evitando il centro di Charleville-Mézières. Nel 1972 venne completamente declassata a D864.